# Teatro Procópio Ferreira
O Teatro Procópio Ferreira é uma sala de espetáculos localizada na cidade de São Paulo construída em 1948 por Gastão Rachou na rua Augusta. O teatro foi também, durante seis anos, o cenário do popular programa humorístico "Sai de Baixo" da Rede Globo. O nome do teatro é uma homenagem ao ator Procópio Ferreira.

## Crítica
Em 28 de setembro de 2014, foi publicado na Folha de S.Paulo o resultado da avaliação feita pela equipe do jornal ao visitar os sessenta maiores teatros da cidade de São Paulo. O local foi premiado com duas estrelas, uma nota "ruim", com o consenso: "O hall foi reformado, mas a sala continua com poltronas antigas e rasgadas. O número de banheiros é insuficiente, e a visão do palco é ruim da maioria dos lugares: mesmo que uma pessoa baixa esteja em sua frente, você pode ter dificuldade para enxergar. O espaçamento entre as fileiras também é pequeno. Em relação às poltronas rasgadas, o teatro diz que é devido às peças infantis, quando as crianças ficam em pé no assento, e que lugares com visão ruim têm ingressos mais baratos."